# Mari Motohashi
Pour les articles homonymes, voir Motohashi (homonymie).
Mari Motohashi (本橋 麻里, Motohashi Mari), née le 10 juin 1986, est une curleuse japonaise. 

## Carrière
Elle remporte la médaille de bronze à l'Universiade d'hiver de 2007, la médaille de bronze au Championnat du monde de curling féminin 2016 et la médaille de bronze aux Jeux asiatiques d'hiver de 2017.
Elle fait partie de l'équipe japonaise médaillée de bronze du tournoi féminin de curling aux Jeux olympiques d'hiver de 2018.